# Patty Lomuscio
Patrizia „Patty“ Lomuscio (* 1975) ist eine italienische Jazzmusikerin (Gesang).

## Leben und Wirken
Lomuscio interessierte sich früh für Musik und begann schon in jungen Jahren zu singen. Bereits im Alter von acht Jahren gewann sie einen Wettbewerb in Andria. Nachdem sie ein Stipendium erhalten hatte, lernte sie klassisches Violoncello, zunächst in Andria, dann am Konservatorium in Bari. Als Mitglied des Jugendorchester Santa Cecilia in Andria trat sie in mehreren Nachbarstädten und im Ausland auf. Im Sommer 1997 nahm sie mit der Hill Side Jazz Band von Muzio Petrella am Festival Andria Jazz teil. Seit 1999 trat sie in verschiedenen Jazzclubs in Bologna und Umgebung auf, begleitet von Teo Ciavarella, Beppe Marangolo oder Iskra Menarini. Sie besuchte Workshops und Seminare bei Rachel Gould, Guido Manusardi, Sandro Gibellini, Paolo Fresu und Maria Pia De Vito. 2005 absolvierte sie ihr Jazzstudium am Konservatorium in Bari. 
Seit 2003 arbeitete Lomuscio regelmäßig mit dem Orchestra Sinfonica della Provincia di Bari und der Big Band der DAMS in Bologna zusammen. Erste Aufnahmen mit ihr wurden 2007 auf dem Album Jazz Moments … in a Classic Mood veröffentlicht.  2016 erschien ihr erstes Album unter eigenem Namen Further to Fly mit Jazzversionen der Songs von Simon & Garfunkel. Mit Kenny Barron, Vincent Herring, Peter Washington und Joe Farnsworth nahm sie in New York ihr Album Star Crossed Lovers (2022) für Challenge Records auf, das international beachtet wurde.
Seit dem Jahr 2000 war Lomuscio als Musiklehrerin tätig. Aktuell ist sie Professorin für Jazzgesang am Konservatorium in Matera.

## Preise und Auszeichnungen
Bei der Chicco Bettinardi Jazz Competition 2005 in Piacenza errang Lomuscio  den „Premio al Femminile“ als beste Künstlerin. Bei Nuoro Jazz 2005 erhielt sie das Stipendium als beste Gesangsschülerin. Beim Premio Targhe Tenco 2016 war sie Finalistin.